# ロバーツ郡 (テキサス州)
ロバーツ郡（ロバーツぐん、英: Roberts County）は、アメリカ合衆国南部のテキサス州の北部に位置する郡である。2010年国勢調査での人口は929人であり、2000年の887人から4.7%増加した。郡庁所在地は唯一の自治体であるマイアミ市（人口597人）であり、同郡で人口最大の都市でもある。郡名はテキサス州知事を務めたオラン・ミロ・ロバーツに因んで名付けられた。郡は州内に30ある禁酒郡（ドライ）の1つである。
ロバーツ郡はグレイ郡と共にパンパ小都市圏を構成している。

## 歴史
平原アパッチ族が後にテキサス州のパンハンドルと呼ばれるようになる地域に住んでいたものの、コマンチ族に追い出された。コマンチ族は1870年代までこの地域を支配した。コマンチ族はプレーリーの草を食むバッファローの群れを狩っていた。1874年から1875年のレッド川戦争で、ラナルド・S・マッケンジーが率いたアメリカ陸軍がコマンチ族を追い出した。これと同時期にバッファロー狩猟者が地域の群れを狩り、恒久的な開拓地を作る道を作った。1876年、ベア郡とクレイ土地地区からロバーツ郡が創設された。1887年、南カンザス鉄道がロバーツ郡を通って建設され、開拓者が入ってきた。1887年夏には郡南東部の鉄道に沿ってマイアミの街の区割りが行われた。マイアミ地域と郡北部パーネルの住人が揃って郡政府設立の請願を行ったが、どちらも自分達の町を郡庁所在に提案していた。テキサス州は1889年に郡創設を承認し、マイアミを郡庁所在地に指定したが、その時の住民投票は12月に無効が宣言され、パーネルが郡庁所在地に選ばれた。パーネルは1898年まで郡庁所在地のままだったが、この年の住民投票で郡庁所在地がマイアミに戻された。1890年時点での郡人口は326人であり、34の農園と牧場があった。
郡の経済は牛の牧畜が主であり、1900年には30,259頭、最盛期の1930年いは48,959頭に増加した。1880年代から1930年には農業も発展し、1900年の農地3,576 エーカー (14.5 km2) から1930年の 44,751 エーカー (181.1 km2) まで拡大し、主にコムギを育てた。1920年代の人口は比較的安定したままであり、1930年で1,457人だった。ダストボウルが深刻な影響を与え、人口は2000年の887人まで減り続けた。農業には大々的な灌漑が必要とされ、牛によって過放牧にもなっていた。現在は牛肉用牛が最も重要な産品であるが、トウモロコシ、コムギ、ソルガム、大豆も栽培している。
1945年にロバーツ郡で石油が発見され、1990年までに40,126,321 バーレル (6,379,575.2 m3) が生産された。2000年では、石油 412,600 バーレル (65,600 m3) と天然ガス 23,574,562 立方フィート (667,557.3 m3) が生産されている。この年までの石油累積生産量は 44,937,568 バーレル (7,144,502.4 m3) となった。

## 地理
アメリカ合衆国国勢調査局に拠れば、郡域全面積は924平方マイル (2,394 km2)であり、事実上全て陸地である。
ロバーツ郡はカナディアン川流域を除いて比較的平坦である。土地の大半は牛牧場に使われている。メサビスタ牧場は広さが68,000エーカー (280 km2) あり、カナディアン川南のクリークにいるウズラ、鳩、キジなどの生物保護を目指している。
ロバーツ郡では、アマリロ市、カナディアン川市民水道局およびT・ブーン・ピケンズの間で水利権の争いがあった。現在3者で水利権の80%を所有している。
1949年以降毎年、マイアミ市で全国牛のコーリングコンテストが開催されている。

### 主要高規格道路
- アメリカ国道60号線
- テキサス州道70号線

### 隣接する郡
- オチルツリー郡 - 北
- リップスコム郡 - 北東
- ヘンフィル郡 - 東
- グレイ郡 - 南
- カーソン郡 - 南西
- ハッチンソン郡 - 西
- ハンスフォード郡 - 北西

## 人口動態
以下は2000年の国勢調査による人口統計データである。
| 基礎データ - 人口: 887人 - 世帯数: 362 世帯 - 家族数: 275 家族 - 人口密度: 1人/km2（1人/mi2） - 住居数: 449軒 - 住居密度: 0軒/km2（0軒/mi2） 人種別人口構成 - 白人: 96.51% - アフリカン・アメリカン: 0.34% - ネイティブ・アメリカン: 0.56% - アジア人: 0.11% - その他の人種: 1.35% - 混血: 1.13% - ヒスパニック・ラテン系: 3.16% 年齢別人口構成 - 18歳未満: 25.0% - 18-24歳: 4.8% - 25-44歳: 24.8% - 45-64歳: 30.9% - 65歳以上: 14.4% - 年齢の中央値: 42歳 - 性比（女性100人あたり男性の人口） - 総人口: 100.2 - 18歳以上: 97.3 | 世帯と家族（対世帯数） - 18歳未満の子供がいる: 31.8% - 結婚・同居している夫婦: 70.7% - 未婚・離婚・死別女性が世帯主: 3.9% - 非家族世帯: 24.0% - 単身世帯: 23.8% - 65歳以上の老人1人暮らし: 10.8% - 平均構成人数 - 世帯: 2.45人 - 家族: 2.88人 収入と家計 - 収入の中央値 - 世帯: 44,792米ドル - 家族: 50,400米ドル - 性別 - 男性: 33,125米ドル - 女性: 23,611米ドル - 人口1人あたり収入: 20,923米ドル - 貧困線以下 - 対人口: 7.2% - 対家族数: 5.0% - 18歳未満: 7.5% - 65歳以上: 5.5% |

## 都市と町
- マイアミ - 郡庁所在地
- ウェイサイド、未編入領域

## 政治
ロバーツ郡は1892年から1948年までの大統領選挙では一貫して民主党候補を選んできた。唯一1928年のアル・スミスだけが例外だった。1952年からは今度は共和党候補を選んできている。2008年の選挙では、投票者の92%がジョン・マケインに投票し、バラク・オバマは7.92%に過ぎなかった。国内でも有数の共和党地盤になっている。
郡の政府は選挙で選ばれる1人の郡判事と4人の郡政委員が運営している。